# Gambrio

Mapa con algunas de las principales antiguas ciudades griegas de Eólida, en la zona septentrional de Asia Menor. Gambrio figura al sureste de Pérgamo.

Gambrio (en griego, Γάμβριον) era una antigua colonia griega de Eólida.
Jenofonte relata que las ciudades de Gambrio y Palaigambrio (cuyo significado es «Viejo Gambrio») pertenecían a Gorgión, y fueron entregadas al ejército bajo el mando del espartano Tibrón que, en torno al año 399 a. C., había acudido a la zona para tratar de liberar las colonias griegas del dominio persa.
Se conservan monedas de plata y bronce de Gambrio fechadas en el siglo IV a. C. donde el topónimo figura inscrito con la abreviatura ΓΑΜ.